# Agnita
Agnita (in ungherese Szentágota, in tedesco Agnetheln) è una città della Romania di 11320 abitanti, ubicata nel distretto di Sibiu, nella regione storica della Transilvania. 
Fanno parte dell'area amministrativa anche le località di Coveș e Ruja.
Agnita viene considerata il centro geografico della Romania.

## Storia
L'esistenza della città è documentata per la prima volta in un contratto di vendita di terreno da parte di una persona abitante in Sancta Agatha.
La città mantenne una certa importanza per tutto il Medioevo: nel 1376 il Re Luigi I d'Ungheria concesse ad Agnita il diritto di tenere fiere e mercati, mentre nel 1466 Mattia Corvino concesse il diritto di tenervi giudizi e di pronunciare ed eseguire sentenze di morte (jus gladii) e fortificò la città per farne una difesa contro l'Impero ottomano.

## La chiesa fortificata
La cittadella, con la sua chiesa, venne costruita in diverse fasi a partire dal XIII secolo e nel XVII secolo era circondata da tre ordini di mura.
Le mura vennero progressivamente demolite nel XIX secolo ed oggi rimangono soltanto alcune torri e la chiesa, a tre navate con annesso un alto campanile. Le navate laterali sono dotate di matronei nella parte superiore.

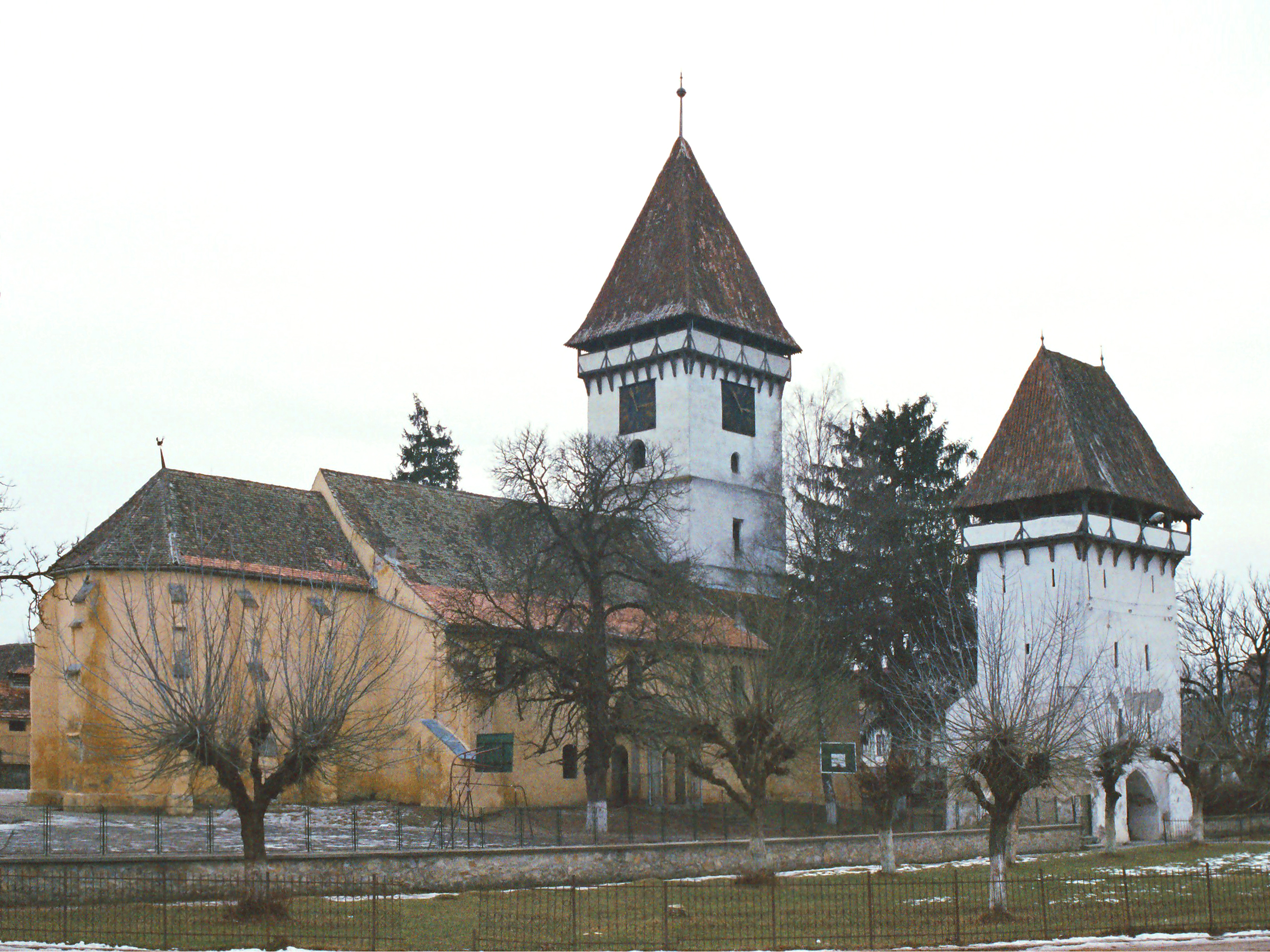
La chiesa fortificata
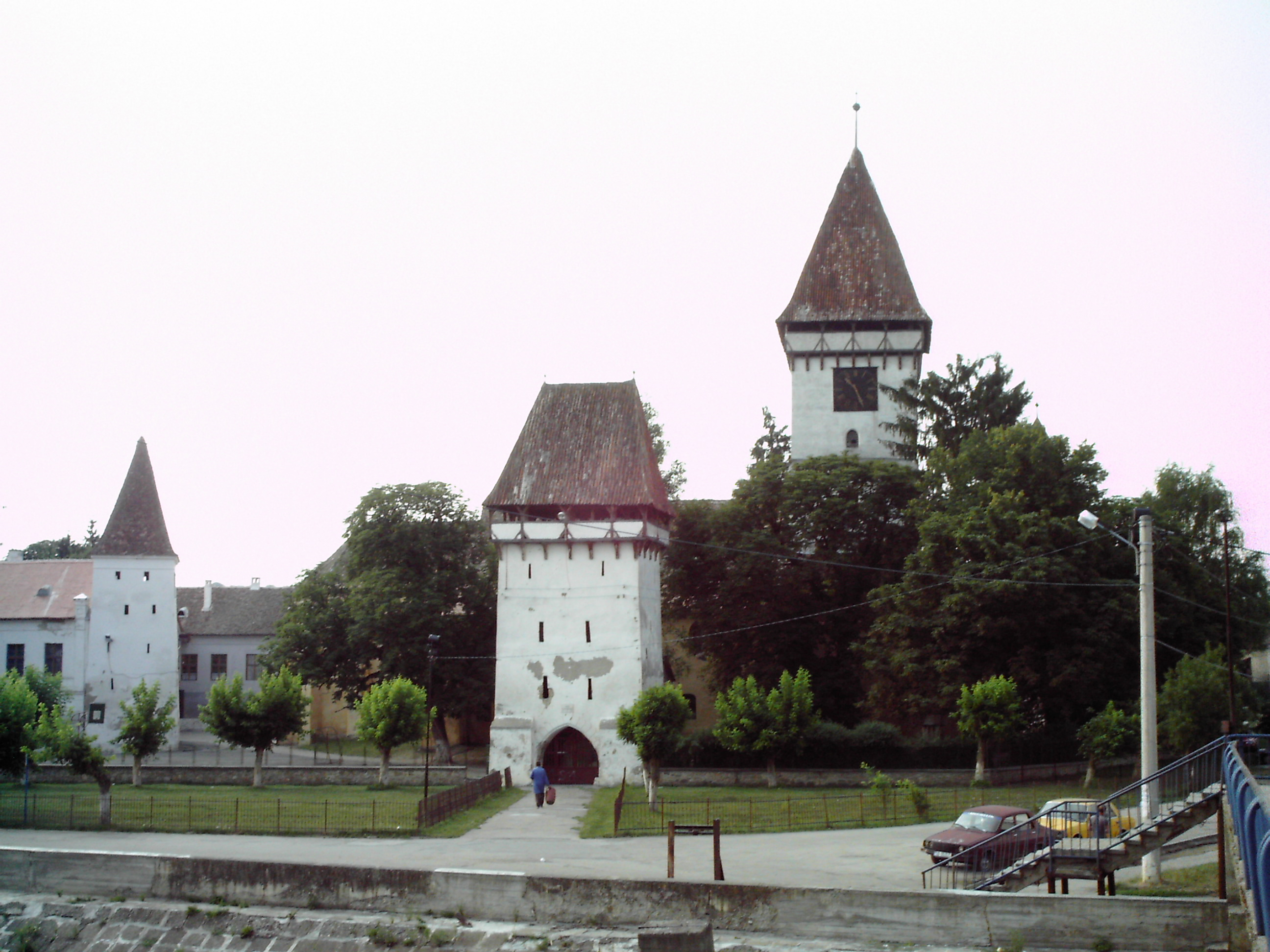
Una delle torri con porta della cittadella